# آنا باولا دوس سانتوس
آنا باولا دوس سانتوس (بالبرتغالية: Ana Paula dos Santos‏) (و. 1963 – م) هي عارضة أزياء من أنغولا ولدت في لواندا.
وهي عضوة في الحركة الشعبية لتحرير أنغولا - حزب العمل .